# أمفيسا
 أمفيسا: (باليونانية: Άμφισσα)، (بالإنجليزية:Amfissa)، مدينة يونانية تقع في وسط البلاد ضمن منطقة ستيريا إلاذا الإدارية، وهي مركز مقاطعة فوكيس ضمن هذه المنطقة الإدارية.

## الموقع، السكان
تقع المدينة على ارتفاع 180 متر عن مستوى سطح البحر عند التقاء السفوح الشرقية لجبل غيكونا بنهاية السهل الكريسي في وسط غابة كثيفة من أشجار الزيتون يعتقد أنها الأقدم في اليونان.
تبعد مسافة 180 كيلومتر عن أثينا، ومسافة 11 كيلومتر عن ساحل خليج كورنث.
يبلغ عدد سكان المدينة حوالي 9 آلاف نسمة وهي إحدى أصغر عواصم المقاطعات اليونانية.

## التسمية والتاريخ
يعتقد أن اسم المدينة مشتق من الفعل اليوناني (αμφιέννυμι) والذي يعني (يحيط بـ) بما أنها محاطة بالجبال من كل مكان. أما وبحسب اللأسطورة فإن اسم المدينة مشتق من أمفيسا (Amphissa) ابنة ماكاروس (Makaros)، وعشيقة الإله أبوللو[ ؟ ].
في القرن الثالث عشر أصبحت المدينة معروفة باسم سالونا (Salona)، ويعتقد أن هذا الاسم اشتق من اسم مدينة سالونيك بعدما تحالف حكام المدينة الفرنجة مع ملك ثيسالونيكي. بينما هناك رواية أخرى ترجع الاسم إلى كلمة سالوس (Salos) وتعني الاهتزاز باليونانية نظراً لكثرة الهزات الأرضية في المنطقة.
كانت المدينة مسكونة منذ العصور القديمة فقد ذكرت من قبل الجغرافي الكلاسيكي باوسانياس، حيث كانت إحدى كيانات الدولة-المدينة في اليونان القديمة. خضعت في القرون اللحقة لحكم الرومان[ ؟ ]، البيزنطيين، الفرنجة والعثمانيين.
انضمت المدينة للدولة اليونانية الحديثة عام 1821 م. على إثر حرب استقلال اليونان، وما زالت المدينة تحتفل سنوياً في 10 نيسان/أبريل بذكرى تحرير قلعتها من الأتراك.

## المعالم الأساسية
- موقع أكروبول المدينة القديم: وتحتله حالياً قلعة صليبية كبيرة يعود تاريخ بناءها للعام 1205 م. بنيت هذه القلعة والتي تعرف محلياً بـقلعة سالونا (Kastro tis Salonas) على مكان تحصينات بيزنطية وكلاسيكية قديمة تحتوي القلعة على ثلاثة بوابات ما زالت محافظة على حالتها الأصلية، بالإضافة إلى العديد من الأسوار الدفاعية، الأبراج  والكنائس القروسيطية.
- كنيسة المسيح المنقذ (سوتيراس خريستوس): وتعود للقرن الثاني عشر، وتوجد ضمنها أعمدة ذات نمط كورنثي تعود لفترة أقدم.
- بقايا معمد (مكان للتعميد): ويعود لأواخر القرن الرابع، وتوجد في المكان عدة فسيفساءات.
- متحف أمفيسا الأركيولوجي ومتحف الفنون الشعبية.

## متفرقات
- أهم نادي كرة قدم في المدينة هو إيه أو فوكيكوس.
- يعتمد اقتصاد المدينة على الزراعة بشكل أساسي وتشنهر المدينة وطنياً بحليب وجبن الماعز وأيضاً بإنتاجها من زيت الزيتون.
- تعتبر من أكثر مناطق اليونان شهرة بأشجار الزيتون والتي تشكل غابة كبيرة حول المدينة يعود تاريخها لفترات قديمة، صنف الزيتون المنتج منها له صفات مثالية ويدعى بالزيتون الأمفيسي (Elies Amphissis).
- يوجد في المدينة قسم العلوم السياحية من المعهد التقني العالي في لاميا